# Sarangui Bulsichak
Sarangui Bulsichak (hangul: 사랑의 불시착) je južnokorejska televizijska serija. Glavne uloge su igrali Hyun Bin, Son Ye-jin, Kim Jung-hyun i Seo Ji-hye.

## Uloge
- Hyun Bin – Ri Jeong-hyeok
- Son Ye-jin – Yoon Se-ri
- Kim Jung-hyun – Gu Seung-joon / Alberto Gu
- Seo Ji-hye – Seo Dan

## Vanjske poveznice
- Službena stranica